# HD 175541 b
HD 175541 b는 뱀자리 방향으로 지구로부터 약 416광년 떨어진 곳에 있는 항성 HD 175541를 도는 외계 행성이다. 2007년 4월 10일 존슨 연구진이 발견했다. 항성과 행성 사이 거리가 지구~태양 거리보다 더 멈에도 불구하고 공전주기는 300일이 되지 않는다. 그 이유는 어머니 항성이 태양보다 65퍼센트 질량이 더 커서 중력장의 세기도 강하기 때문이다.
이 행성과 다른 두 행성 HD 192699 b, HD 210702 b의 발견을 통해 중간 정도 질량의 A형 항성 주변에서 행성 이동이 어떻게 일어나는지와 행성이 어떻게 생겨나는지에 대한 증거를 확보할 수 있게 되었다.

## 참고 문헌
- (영어) 존슨 연구진 (04-2007). “Three exoplanets orbiting intermediate-mass subgiants”. 《The Astrophysical Journal》 665: 31. doi:10.1086/519677.